# Veliki Podlog
Veliki Podlog je naselje u Općini Krško u istočnoj Sloveniji. Veliki Podlog se nalazi u pokrajini Dolenjskoj i statističkoj regiji Donjoposavskoj. 

## Stanovništvo
Prema popisu stanovništva iz 2002. godine Veliki Podlog je imao 263 stanovnika.

## Vanjske poveznice
- Satelitska snimka naselja  Arhivirana inačica izvorne stranice od 29. srpnja 2017. (Wayback Machine)